# توم آري
البروفيسور توماس هنري ديفيد أري (بالإنجليزية: Thomas Henry David Arie)‏، الحاصل على رتبة الامبراطورية البريطانية وزمالة كلية الأطباء الملكية، (من مواليد 1933)، والمعروفة باسم توم هو طبيب نفسي بريطاني، وُصف بأنه «واحد من الآباء المؤسسين للطب النفسي في سن الشيخوخة».

## حياته المهنية
تخرج آري من كلية الطب جامعة أكسفورد ثم أكمل مزيدًا من التدريب في مجال الطب النفسي في مستشفى ماودسلي وفي الطب الاجتماعي في وحدة الطب الاجتماعي لمركز موارد المهاجرين في مستشفى لندن الملكي.
أسس آري وحدة للأمراض العقلية لكبار السن في مستشفى غودمايس في عام 1969. وفي مقابلة أجريت في عام 1996، أشار إلى ما يلي:
تم الإعلان عن وظيفة في مكان لم أسمع به من قبل، مستشفى غودمايس، لإنشاء خدمة الطب النفسي للمسنين. اعتقدت، والذي أدين بالفضل لما أنا عليه الآن هو ذلك الاعتقاد في ذلك الوقت، أن الذهاب إلى مكان بعيد في الجهة الشرقية من لندن، ورؤية ما إذا كان المرء يمكن أن يؤسس خدمة للمسنين، لذلك فعلت هذا. اعتقد معظم الناس أنني قد فقدت عقلي. بدأت العمل في 1 يناير 1969، كان هناك بريس بيت، الذي كان يعمل قبل عامين من خدمتي في مستشفى كلايبيري الذي حاول أولًا أن ينشيء خدمة الشيخوخة - أعتقد أن عمله قد أعطى فكرة لشعب غودمايز. كان الناس في غودمايس في حيرة - من ذا الذي يسعى لإنشاء خدمة لهؤلاء المسنين الذين اختاروا الخروج من المستشفى التعليمي لرعاية المسنين ولا أحد يريد الاعتناء بهم؟ كان هذا كفيلًا بهز ثقتي في نفسي نوعًا، إذ كان كل شخص يتكلم بشكل سلبي جدًا حول هذا الموضوع.
عمل آري أستاذًا مؤسسيًا للرعاية الصحية للمسنين في جامعة نوتنغهام حتى عام 1995، وأصبح زميلًا فخريًا حتى سن التقاعد.
شغل آري منصب رئيس قسم الشيخوخة في الكلية الملكية للأطباء النفسيين، وقسم الطب النفسي للشيخوخة التابع للجمعية العالمية للطب النفسي.

## مراتب الشرف
حصل آري على رتبة الإمبراطورية البريطانية في تكريمات عيد الميلاد لعام 1995، «لخدمات الطب».